# Густав Бауер
Густав Адолф Бауер (на немски: Gustav Adolf Bauer, 6 януари 1870 – 16 септември 1944) е лидер на Германската социалдемократическа партия и канцлер на Германия от 1919 до 1920 г.

## Биография
Роден е в Даркемен (днешен Озьорск, Калининградска област) в близост до Кьонигсберг в Източна Прусия.
Забелязан поради неговото лидерство на търговски съюз, служи от 1908 до 1918 г. като председател на Комисията за търговските съюзи в цяла Германия.
Като член на Райхстага Бауер влиза по време на правителството на принц Макс фон Баден през октомври 1918 г. в длъжността на министър на труда. Задържа поста до правителството на Филип Шайдеман след Първата световна война. Когато Шайдеман си подава оставката през юни 1919 г. в протест срещу Версайския договор, Бауер става канцлер и остава такъв до март 1920 г, когато напуска своя пост след неуспеха на Каповския пуч.
Напуска Германската социалдемократическа партия и Райхстага в немилост през февруари 1925 г., след като се открива, че е приел подкуп в скандала Бармат и впоследствие е излъгал за това. Назначен е отново през 1926 г.
Бауер по-късно участва в правителството на Херман Мюлер и Йозеф Вирт.
Густав Бауер умира на 74-годишна възраст в Берлин на 16 септември 1944 г.
—